# Giacomo Sciarra Colonna
Giacomo Colonna, detto Sciarra (Roma, 2 marzo 1270 – Modena, 2 marzo 1329), è stato un cavaliere medievale italiano membro della famiglia Colonna.
Era figlio di Giovanni Colonna, fratello del cardinale Pietro Colonna e del barone Stefano Colonna detto il Vecchio.

Stemma della famiglia Colonna

## Biografia
I Colonna furono acerrimi nemici dei Caetani, cui esponente di rilievo era Papa Bonifacio VIII. Con l'aiuto di Guglielmo di Nogaret, nel 1303 sequestrò il Papa e lo tenne prigioniero in Anagni, nell'episodio passato alla storia come "l'oltraggio di Anagni", durante il quale Sciarra Colonna avrebbe addirittura schiaffeggiato il pontefice con uno dei propri guanti di ferro.
Filippo IV il Bello si alleò con Sciarra Colonna ed egli partì da Ceccano con 300 cavalieri alla volta di Anagni, dove il papa si era ritirato presso alcuni suoi possedimenti terrieri. Si dice che questi in un primo momento volesse fingersi morto, ma che alla fine l'orgoglio prevalse e non si abbassò a tali meschinità, ma anzi accolse i suoi avversari sul trono papale con le insegne spiegate. Alcuni documenti storici ci dicono che, trovatolo, i suoi nemici lo schernirono e lo derisero.
Fu senatore di Roma il 15 aprile 1308.
Sciarra Colonna ebbe inoltre un ruolo importante nell'incoronazione di Ludovico il Bavaro nel 1328.
Morì esule nel 1329, il giorno del suo 59º compleanno. Dopo la sua morte, il suo corpo fu trasferito a Roma e sepolto nella Basilica di Santa Maria Maggiore.

## Discendenza
Sposato con una figlia di Orso Orsini, signore di Mugnano, e di Jacopa Savelli, fu il padre di:
- Pietro (1291-1356) detto "Sciarretta", senatore di Roma;
- Giacomo (1292-1335), capitano generale di Todi nel 1309, senatore di Roma il 6 settembre 1335, sindaco del popolo romano nel 1342, etc.;
- Giovanni (1302-1367), religioso;
- Agapito;[5]
- Cecilia.

Aveva un figlio bastardo: 
- Giovanni, canonico di Brescia, canonico di San Giovanni in Laterano nel 1325, deposto, sposato nel 1331 con Orsina Orsini (c. 1301-?), nobile romana, sposta la prima volta nel 1317 con Pandolfo, conte dell'Anguillara, figlia di Francesco Orsini, nobile romano, nominato vicario regio di Roma nel 1325 dal re di Sicilia ma rifiutà la carica, di cui aveva: 
  - Cecilia (c. 1337-?), sposata c. 1354 come sua seconda moglie con Rodrigo Anes de Sá (c. 1324-a. 1385), 1.º signore di giuro e hereditá di Gaia il 20 aprile 1357), ambasciatore a Roma, etc.; Ferdinando I del Portogallo lui confermò le rendite, i diritti e il castello di Gaia e il baratto che fece con Beatriz Aires sulla fattoria de Sá; con discendenza[6][7][8]

## Curiosità
L'origine del soprannome del Colonna deriva dall'omonima parola che nel volgare dell'epoca significava "litigioso, attaccabrighe". L'uso è rimasto pressoché invariato in alcuni dialetti del sud (Sicilia, Calabria, Puglia, Campania, Molise e basso Lazio) in cui "sciarra" vuol dire "screzio" ed il verbo "sciarriarsi" "litigare, discutere con violenza".